# 田所貴司
田所貴司は、日本のクリエイター。クリエイティブ、映像制作、技術開発、事業構築を融合して、映像業界における新たな価値を創造し続けるビジネスリーダーである。キャリアの出発点は、三菱商事100%独立の「MC VISIONS」。ここで培った戦略的思考力と実行力を基盤に、事業立案、ブランドデザイン、広告、プロモーションの分野で数多くの成功を収めた。
田所は映像監督として、トヨタや資生堂、Microsoft、NTT docomo、日本コカ・コーラ、P&G、KOSE、USJ、HONDA、MAZDA、CASIO、花王、青山商事などのトップブランドのコマーシャルをはじめ、中島美嘉や倖田來未、EXILE ATSUSHI、三代目 J Soul Brothers といった著名アーティストのプロモーション映像を演出・制作してきた。さらに、企業映像、LIVE映像、ファッションショーなど幅広いジャンルを手がけ、その作品数は累計で1,000タイトルを超える。
また、世界標準の映像VFXツール Autodesk Flame を長年にわたり実務で扱ってきたクリエイターであり、日本における第一人者の一人である。Flame はハリウッド映画や国際的な広告制作で採用されるフィニッシングプラットフォームで、デザイン、VFX、カラー、仕上げまでを一貫して行える点に特徴がある。その習得には専門的な知識と高い操作スキルが求められ、クリエイティブに使用できる人材は世界的にも極めて限られている。
田所はこの環境を活かし、国内外の映像制作において数多くのCMやMVを手がけてきた。Flame System を自らの手で使いこなすことにより、効率的かつ精度の高いワークフローを構築し、作品の完成度を確実に高めてきた。 
さらに、CG・VFX黎明期において、モーショングラフィックカーという新しいジャンルを日本に定着させ、多くのクリエイターたちの作品業界に革新をもたらした。SONYと共同でAI技術を活用し開発した「Volumetric Capture技術」を推進し、新たな映像表現をビジネス化することにも取り組んでいる。
現在は FaveU Corporation のCEOとして、新たなプロジェクトを展開。
主力事業となる「FaveUアプリ」は、独自のAI（顔認証技術、自動編集技術）を用いてユーザーが自分好みに視聴できる、今までになかった全く新しい視聴方法を可能にするプラットフォームです。動画視聴に加え、SNS型コミュニティ機能、ファンランクシステムなどを組み合わせ、アーティストとファンを繋ぐ革新的なプラットフォームを構築しています。
田所氏は、映像制作における芸術性を追求するだけでなく、「技術革新を事業化する力」を強みとし、複数の企業を設立・運営する。ブランディング、映像デジタルコンテンツ制作、先端技術の開発を事業化し、新たな市場を創出しています。

## 経歴

### 企業設立
田所は、常に市場の変化を先取りし、新しい映像技術や表現手法をビジネスとして確立する力を発揮してきた。
- 「株式会社Gravitas」を設立。広告やミュージックビデオ制作で急成長を実現。
- 「株式会社Genevis」を設立。映像制作に加え、VFX Studio AI開発、3DVRコンテンツ制作に参入。
- FaveU Corporationを設立し、AI技術を活用した革新的な動画配信プラットフォーム「FaveUアプリ」を開発・運営。このアプリは、AI自動編集技術を活用し、ユーザーが好みに合わせて映像をカスタマイズできる機能やSNS型コミュニティ、ファンランクシステムを提供する。アーティストとファンをつなぐ新しい価値を生み出している。

### 技術革新を活用した映像制作
田所は、映像表現の枠組みを広げる先進的な技術の開発と導入を積極的に推進している。
- Volumetric Capture技術：SONYとの共同開発により、新しい映像表現の可能性を実現。横浜港博物館では日本初の裸眼 VR体験ができるVolumetric Capture作品を製作
- 商標登録：「モーショングラフィッカー」「モーションアートディレクター」など、新たな職能を定義し、業界に革新をもたらしました。

### クリエイターヒストリー
- プロを育てるオーディション「MOTION GRAPHICKER AUDITION2012」を開催。
- アジア最大規模の映像コンテスト TBS DigiCon6 Awardsにて、審査員を務める。
- 経済産業省　デジタルコンテンツ協会主催「デジタルコンテンツ制作環境調査」にて、委員を務める。
- 第32回 - 39回フジサンケイグループ 「広告大賞」にて審査員を務める。
- 映像ｘダンスイベント「UNGRAVITY」をプロデュース。（クラブチッタ川崎）
- 多摩美術大学美術学部 にて「Motion Graphics」授業の非常勤講師を務める。
- 多摩美術大学 美術学部油科 卒業。

## 受賞歴

### 放送デザイン
- 『グッドデザイン賞』受賞
  - 「NHK World」

### PV監督
- MTV VMAJ 2004 Best BuzzAsia from Korea ”Nominee”
  - 「Music」Bada
- MTV VMAJ 2004 Best Video of the Year ”Nominee”
  - 「接吻」中島美嘉
- Space Shower MVA04 Best Pop Video ”Nominee”
  - 「接吻」中島美嘉
- Space Shower MVA05 Best Female Video ”Nominee”
  - 「LEGEND」中島美嘉
- MTV VMAJ 2006 Best Video from a Film ”Nominee”
  - 「君のそばに」久保田利伸

## 主な作品

### ART Direction
- BOOK / 中島美嘉 ワニブックス  写真童話集「SAMSARA」
- CM /　倖田來未 SANKYO KODA KUMI FEVER LIVE IN HALL II
- CR /　倖田來未 SANKYO KODA KUMI FEVER LIVE IN HALL I･II･III コンテンツ映像
- CR / ドリームモーニング娘。 藤商事 元祖ハロー!プロジェクト コンテンツ映像
- BROADCAST DESIGN / NHK NHK WORLD　Bland Design　Opening
- BROADCAST DESIGN / TBS 水曜プレミア Opening
- GAME / 浜崎あゆみ （PlayStation 2ソフト）「A VISUAL MIX」（avex trax）

### CM Direction
- MAZDA ATENZA「コントラダム」「世界を駆け抜けるミヨー橋」「スロラーム」/ VERISA　「ピアノの調べ」
- 富士重工業 SUBARU DEX「DEXデビュー」 / NEW B4 Blood type:B4「フロント/サイド」
- HONDA ZESTスポーツ「FACTORY」 / エリシオン「SIGNATURE」/　STEP WGN SPADA「夜」/CR-V「フィールドマジック」
- TOYOTA Prius「自然との対話」/　オール・トヨタ・キャンペーン「HSD山本」
- CASIO SHEEN「輝きという名の時計」
- 青山商事 洋服の青山「開店祭」「クールビズ」「２着で1,000円」
- チョーヤ さらりとした梅酒「ほどける」
- P&G h&s「ビーチヨガ」「アロマキャンドル」「野菜」
- P&G SK-Ⅱエアータッチファンデーション 「Escalater」/アドバンストホワイトニングソース「ハナダマ」
- 花王 アタックNeo「高濃度の一滴」
- 花王 リーゼケア「スムースヘアカクテル誕生」/リーゼスプレー「ヘアリフレッシャー誕生」
- シュワルツコフヘンケル パオン ディオーサ 「セレブベージュ」
- 日本メナード化粧品 薬用リシアルEX 「肌から勇気」/ フェイシャルサロン「私は、月2回」
- コーセーコスメポート サロンスタイルモイストキープスパシャンプー 「極上の時間への招待」
- KOSE VISSE「GLAMOROUS HUNTER」「黒豹アイズ」
- アース製薬 バスロマン 「バスロマンミュージカル」
- ニベア花王　ニベアフォーメン リバイタライジングバームQ10「父と娘」
- ニベア花王　ニベアフォーメン フェイスケア 「OCLテカリテレフォン」「EMバーム顔かくし」
- カネボウ REVUE「ハーフミラー」/ プレシャスターン「クリアローションA」
- エフティ資生堂 ティセラ プチセクシー プリキュート「プチプリ・ドールハウス」
- SHARPソーラー発電「青い鳥・タイ メガソーラー」「青い鳥・ブルガリア LED照明」「太陽とシャープ宣言」 / au W62SH「確かに、シャープだ。」
- Panasonic ドアモニ「一人暮らしの娘」 / PSDM「おまかせキレイ」/ PデジカムD300「レンズの軌跡」/ VIERA 「北京DIGAHD」
- Microsoft Xbox 360 「Drawing」
- NTT Docomo 503iS「BIG BUTTONS黒」
- 日本コカ・コーラ Diet Coca-Cola「モードinスポーツジム」
- SANKYO KODA KUMI FEVER LIVE IN HALL I 「誕生」 「降臨」
- SANKYO KODA KUMI FEVER LIVE IN HALL II 「復活」 「輝く街」 「ライブ」
- 第一興商 PremierDAM「プレミアステージ」
- パルコ　07秋・浦和キャンペーン 「凱旋」「登場」/07 PARCO X'MAS 「デコトナカイ」
- 日本中央競馬会　年間プロモーション広告 「本気本番」
- 野村不動産　PROUD 「偵察」
- ユー・エス・ジェイ ユニバーサル・スタジオ・ジャパン 2008 UWH
- エースコック JANJANソース焼そば 「二人のセッション」
- 江崎グリコ パリッテ 「チョコの軌跡」 「輝くショーウインドー」
- ブルボン ブランチュールミニシリーズ「2つの顔」
- ヤマザキナビスコ OREO 「黒の私 白の私」
- 第一三共ヘルスケア ガスター１０内服液　スプラッシュロゴ

### CM Direction（国外）
- 広州汽車　Trumpche　「智勇双全」
- HONDA INDONESIA    HONDA Beat
- 本田技研工業(中国) 　CR-V　「デザインの存在感」/　ACURA 「LIFE STYLE」
- 上海江崎格力高食品　Pocky　「人群」「走路」
- TOSHIBA（中国）　REGZA　「REGZA　REBORN」
- 今麦郎食品　鉱物質水　「深層水　憧憬」
- MITSUBISHI MOTORS　 VIRAGE iO　「駕馭」
- 中国日立マクセル  无所不在
- 台湾花王  sifone　「庶務課」　「分叉」
- SHISEIDO　Za　「10ct WONDER」

### PV Direction
- 中島美嘉 「明日世界が終わるなら」「初恋」「LEGEND」 「接吻」 「SAKURA-花霞- 」「Game」「Forget Me Not」「恋をする」
- EXILE ATSUSHI「我願意」
- 三代目J Soul Brothers 「リフレイン」
- 久保田利伸 「君のそばに」
- 倖田來未　 「FREAKY」 「人魚姫」 「Taboo」 「Stay with me」
- ICONIQ 「I’m  lovin’ you」「I will love」
- MONKEY MAJIK　 「あかり」「あいたくて」「Together」
- JAY'ED 「PRAY」
- 松浦亜弥 「ね〜え？」
- ドリーム モーニング娘。 「シャイニング バタフライ」
- Crystal Kay 「Ex-Boyfriend」
- 平野綾 「MonStAR」
- 天上智喜feat.CLIFF EDGE　 「Here」
- モーニング娘。 「恋愛レボリューション21」「ペッパー警部」
- OLIVIA 「a little pain」
- 東京女子流 「Love like candy floss」
- 乃木坂46「初恋の人を今でも」
- TRUSTRICK 「beloved」

### 放送デザイン・CI Motion Design
- NHK World 「Bland Design/Opening」グッドデザイン賞 受賞
- NHKクローズアップ現代 Opening
- 24人の加藤あい （Ｍ）
- 水曜プレミア Opening
- TOYOTA CI Drive Your Dreams
- Microsoft Xbox C.I.
- Ki/oon Records C.I.
- Epic Records C.I.

## 講義・講演
ANB「D's garage」
・InterBEE2012 オートデスクブース
　Autodesk Smoke　ユーザーデモンストレーション
　テーマ「Smokeを使用したミュージックビデオ映像制作におけるフィニッシングワーク・プロセス」
・多摩美術大学版画科「Motion Graphics」授業の非常勤講師
・日本工学院専門学校　放送・映画科 の特別講義を行う。テーマ:「映像業界の仕事の楽しさと厳しさ」
・多摩美術大学版画科「Motion Graphics」授業の非常勤講師
・東放学園映画専門学校　プロモーション映像科1年「ミュージックビデオ概論」の講義
・日本工学院専門学校　放送・映画科の特別講義
・東京ネットウェイブ 特別講義
・InterBEE2005 オートデスクブース にて、ディスクリートシステム ユーザーデモンストレーション。
・経済産業省主催 クリエイターズセミナー2005パネルディスカッション
　テーマ「クリエイターのキャリア形成についての提言」
・日本工学院専門学校 CG科 特別講義
・沖縄映像センター講演及びデモストレーション
・Digital Prodution2003、デジタルコンテンツクリエーション
・SKIPシティ カウントダウンイベント
　映画監督の行定勲氏と対談。 〜テーマ「デジタルが広げるこれからの映画制作」〜
・Creator’s  Forum inテクノアークしまね」講演
・デジタルシネマスクールM2 にてワークショップを開催。テーマ「デジタル合成による最新Cool映像」
・InterBEE 2001国際シンポジウムプログラム講演
　テーマ　『モーショングラフィックによる最新映像表現』
・東放学園専門学校 特別講義
　テーマ「今からモーショングラフィッカー」
・Creator's Forum 2000 in MRC（株式会社クリークアンドリバー社 主催）
　inferno の講師
・COMDEX JAPAN '99 SEYBOLD SEMINARS TOKYO
　テーマ　『モーショングラフィックスの最新現場から』
・'99 国際放送機器展（INTER BEE） DISCREET LOGIC ブース　ユーザースデモンストレーション
・DIGITAL SOLUTION '98（株式会社TOO. 主催）
　テーマ『モーショングラフィックスデザインの最新現場から』

## メディア

### TV　出演
M-ON!TV「M-ON!SPECIAL中島美嘉」
NTV 「ロストジェネレーション」
ANB「D's garage」
TBS「24人の加藤あい」
BS日テレ「BSイレブン

### RADIO　出演
J-WAVE 倖田來未『OH! MY RADIO』
かわさきFM「岡村洋一のシネマストリート」
TOKYO FM「ロストジェネレーション」」

### WEB　掲載
『CINRA Net.』「MOTION GRAPHICKER AUDITION2012」インタビュー
『デザインノート』「MOTION GRAPHICKER AUDITION2012」インタビュー
『情熱社長 in パッション業界』インタビュー
『TBS Digicom6』インタビュー
『ホワイトスクリーン』
特集「大型新人アーティスト、デビューMVの創り方。ICONIQデビュー大作戦」インタビュー

### 雑誌記事
『デザインノート』2017年8月No.74　Digital Pictures News Vol.14 「佐藤カズー×田所貴司」
『デザインノート』2017年6月No.73　Digital Pictures News Vol.13 「えぐちりか×田所貴司」
『デザインノート』2017年4月No.72　Digital Pictures News Vol.12 「細川剛×田所貴司」
『デザインノート』2017年2月No.71　Digital Pictures News Vol.11 「小西利行×田所貴司」
『デザインノート』2016年12月No.70　Digital Pictures News Vol.10 インタビュー記事
『デザインノート』2016年10月No.69　Digital Pictures News Vol.9 「野尻大作×田所貴司」
『デザインノート』2016年8月No.68　Digital Pictures News Vol.8 「中島健登×田所貴司」
『デザインノート』2016年6月No.67　Digital Pictures News Vol.7 「永井一史×田所貴司」
『デザインノート』2016年6月No.67　「田所貴司×Microsoft Surface Book」
『デザインノート』2016年4月No.66　Digital Pictures News Vol.6 「映像クリエイター田所貴司の仕事5」
『デザインノート』2016年2月No.65　Digital Pictures News Vol.5 「映像クリエイター田所貴司の仕事4」
『デザインノート』2015年12月No.64　Digital Pictures News Vol.4 「今の時代のテレビCMとは？　田所貴司×福里真一」
『デザインノート』2015年10月No.63　Digital Pictures News Vol.3 「映像クリエイター田所貴司の仕事3」
『デザインノート』2015年8月No.62　Digital Pictures News Vol.2 「映像クリエイター田所貴司の仕事2」
『デザインノート』2015年6月No.61　Digital Pictures News Vol.1 「映像クリエイター田所貴司の仕事」
『デザインノート』2015年4月No.60　Digital Pictures News Vol.0 プロジェクションマッピングについて
『ビデオ通信』2014年10月No.3821号 ZERONOXインタビュー
『日刊 帝国ニュース』2012年11月号 No.13417　企業ZOOM UP 第292回 インタビュー
『コマーシャルフォト』2012年9月号 「MOTION GRAPHICKER AUDITION2012」
『ビデオ通信』2012年７月No.3599号 「MOTION GRAPHICKER AUDITION2012」
『ビデオ通信』2012年７月No.3598号 GEMNOX DESIGN
『コマーシャルフォト』2011年6月号　「映像系クリエイターの最新プレゼンテーション法」
『ブレーン』2007年8月号「MUSIC GO ON VOL.12」
『Director’s  MAGAZINE』2002年11月号特集「トップクリエーターが語る表現の可能性〜技術を生かすアプローチ」
『月間デ・ビュー』2002年11月号「Who’s  Who」
『CG WORLD』vol.35　特集「新進気鋭の映画監督たちに学ぶ超クールなカメラワークテクニック」対談
『CG WORLD』vol.35　特集「話題のTVCMはココがCGだった!!」
『CM NOW』97号　「Shin’s chat room」対談
『Director’s  MAGAZINE』連載コラム開始「さすらいモーショングラフィッカーの超これカッコイイ！！」
『コマーシャルフォト』2000年10月号
『Ultra graphics』2000年9月号
『映像新聞』2000年8月 第1482号
『Director’s  MAGAZINE』2000年8月号
ファッション雑誌『BOON』2000年7月号
『CG WORLD』2000年4月
『DESIGN PLEX』2000年1月号
　　『映像新聞』2000年1月第1455号 
『CG WORLD』1998年12月号
『effects』1999年11月-12月情報号
『DESIGN PLEX』1998年5月号

## 関わった著名人

### 俳優・女優
- クレアディーンズ（Claire Danes）
- BADA
- 黄暁明
- 李氷氷
- 林志玲
- 綾瀬はるか
- 彩輝直
- 蛯原友里
- 大後寿々花
- オダギリジョー
- 加藤あい
- 北川景子
- 黒木瞳
- ココリコ
- 小雪
- 佐藤健
- ジローラモ
- 武井咲
- 竹下怜奈
- 谷原章介
- 土屋アンナ
- 常磐貴子
- 中居正広
- 成海璃子
- 西村雅彦
- 長谷川京子
- 長谷川理恵
- 原沙知絵
- 東山紀之
- 比嘉愛未
- 樋口可南子
- 比留川遊
- 深田恭子
- 藤原紀香
- ブレンダ
- ベッキー
- 松浦亜弥
- 松田聖子
- 松雪泰子
- 真野裕子
- 水野真紀
- 山本貴司
- 梨衣名

### アーティスト
- ICONIQ
- alan
- YeLLOW Generation
- EXILE ATSUSHI
- OLIVIA
- ℃-ute
- Crystal Kay
- 久保田利伸
- 倖田來未
- 後藤真希
- 三代目J Soul Brothers
- 椎名紀子
- JAY'ED
- Shela
- sweetS
- SunMin
- DAIGO☆STARDUST
- 知念里奈
- 天上智喜
- 東京女子流
- ドリーム モーニング娘。
- 中島美嘉
- 乃木坂46
- PIERROT
- 日之内絵美
- 平野綾
- 美勇伝
- Berryz工房
- BoA
- HOME MADE家族
- 松浦亜弥
- モーニング娘。
- 矢沢永吉
- MONKEY MAJIK
- ROMANS

## 出版物
映像制作スタンダードブック